# Code de déontologie des assistants de service social
Élaboré en 1949, et adopté en 1950 par l'Association nationale des assistants de service social (ANAS), le Code de déontologie des assistants de service social a été modifié lors de l'assemblée Générale de l'Association nationale des assistants de service social (ANAS) le 28 novembre 1994.
Si certaines voix souhaiteraient voir son contenu évoluer, à ce jour aucun projet n'est engagé en ce sens.
Opposable à tous les membres de l'association, il fait par ailleurs référence au sein de la profession et de plusieurs institutions publiques et privées.
C'est un outil pour l'exercice de la profession d'assistant de service social.
Il est consultable en ligne sur le site de l'Association nationale des assistants de service social (ANAS).

## Modifications du code de déontologie
Selon l'article 15 des statuts de l'Association nationale des assistants de service social, le code de déontologie des assistants de service social peut être modifié par un vote de l'Assemblée Générale Ordinaire à la majorité des 2/3 des votants.